# کوچوکوو-مایاک
کوچوکوو-مایاک (انگلیسی: Kuchukovo-Mayak) یک شهرک در شهرستان اوچالینسکی استان باشقیرستان کشور روسیه است.